# Distrito de Santo Domingo de Anda
El distrito de Santo Domingo de Anda es uno de los diez que conforman la provincia de Leoncio Prado ubicada en el departamento de Huánuco en el centro del Perú.

## Historia
El distrito fue creado mediante la ley N.º 30491 el 23 de julio de 2016, en el gobierno de Ollanta Humala.
Durante los primeros años, la municipalidad distrital de José Crespo y Castillo era la encargada de la administración de recursos y servicios públicos del distrito de Santo Domingo de Anda, en tanto se elijan e instalen nuevas autoridades.
El 10 de diciembre de 2017 se realizaron las primeras elecciones municipales distritales, siendo elegido Juscelinio Roquelin Salvador Pollo.

## Autoridades

### Municipales
- 2019 - 2022[2]
  - Alcalde: Antonio Miguel Salvador Jesús, de Avanzada Regional Independiente Unidos por Huánuco.
  - Regidores:

  1. Félix Calixto Salas (Avanzada Regional Independiente Unidos por Huánuco)
  2. Merson Salazar Figueredo (Avanzada Regional Independiente Unidos por Huánuco)
  3. Angélica Palomino Rivera (Avanzada Regional Independiente Unidos por Huánuco)
  4. Moisés Alminco Ramírez (Avanzada Regional Independiente Unidos por Huánuco)
  5. Genaro Soria Aquino (Partido Democrático Somos Perú)

Alcaldes anteriores
- 2018:[3] Antonio Miguel Salvador Jesus, de Alianza Regional Independiente Unidos por Huánuco.